# Wimbledon 2018 (turniej legend kobiet)
Wimbledon 2018 – turniej legend kobiet – zawody deblowe legend kobiet, rozgrywane w ramach trzeciego w sezonie wielkoszlemowego turnieju tenisowego, Wimbledonu. Tytułu sprzed roku miały bronić Cara Black i Martina Navrátilová.

## Drabinka

#### Klucz
- w/o – walkower
- k – krecz
- d – dyskwalifikacja
- Q – kwalifikant
- WC – dzika karta
- LL – szczęśliwy przegrany
- Alt – zawodnik zastępczy
- PR – ochrona rankingu
- SE – specjalna przepustka
- ITF – ranking ITF
- JE – ranking juniorski

### Faza początkowa

#### Grupa A
|    |                                      | Marion Bartoli Daniela Hantuchová | Cara Black Martina Navrátilová | Lindsay Davenport Mary Joe Fernández | Conchita Martínez Barbara Schett | Mecze Z–P | Sety W–P | Gemy W–P | Miejsce |
| A1 | Marion Bartoli Daniela Hantuchová    |                                   | 1:6, 3:6 (13 lipca)            | 6:4, 6:3 (10 lipca)                  | 7:5, 3:6, 10–8 (11 lipca)        | 2–1       | 4–3      | 27–30    | 2.      |
| A2 | Cara Black Martina Navrátilová       | 6:1, 6:3 (13 lipca)               |                                | 6:3, 6:3 (11 lipca)                  | 6:4, 6:3 (10 lipca)              | 3–0       | 6–0      | 36–17    | 1.      |
| A3 | Lindsay Davenport Mary Joe Fernández | 4:6, 3:6 (10 lipca)               | 3:6, 3:6 (11 lipca)            |                                      | 4:6, 6:4, 6–10 (13 lipca)        | 0–3       | 1–6      | 23–35    | 4.      |
| A4 | Conchita Martínez Barbara Schett     | 5:7, 6:3, 8–10 (11 lipca)         | 4:6, 3:6 (10 lipca)            | 6:4, 4:6, 10–6 (13 lipca)            |                                  | 1–2       | 3–5      | 27–33    | 3.      |